# The Wrong Side of Midnight
The Wrong Side of Midnight è un EP pubblicato dalla band heavy metal tedesca U.D.O. nel 2007.
Il disco ha preceduto l'uscita dell'album Mastercutor.
La canzone "Плачет Солдат (Platchet Soldat)" è la versione in russo di "Cry Soldier Cry", traccia originariamente apparsa in Mission No. X.

## Tracce
1. The Wrong Side of Midnight (Single Version)
2. The Wrong Side of Midnight (Album Version)
3. Streets of Sin
4. Man a King Ruler
5. Плачет Солдат (Platchet Soldat)

## Formazione
- Udo Dirkschneider - voce
- Stefan Kaufmann - chitarra
- Igor Gianola - chitarra
- Fitty Wienhold - basso
- Francesco Jovino - batteria